# Litteraturåret 1850

## Händelser
- 19 november – Alfred Lord Tennyson ersätter William Wordsworth som Poet Laureate i Storbritannien.[1]
- okänt datum – Första europeiska utgåvan av den arabiska (tunisiska) sexmanualen Den doftande trädgården av Shejk Nefzaoui utges i fransk översättning.

## Priser och utmärkelser
- Kungliga priset – Gunnar Wennerberg

## Nya böcker

### A – G
- Catilina av Henrik Ibsen
- David Copperfield av Charles Dickens
- Den eldröda bokstaven  av Nathaniel Hawthorne
- Ett rykte av Emilie Flygare-Carlén

### H – N
- Hertiginnan av Finland av Zacharias Topelius
- Jane Eyre av Charlotte Brontë (första svenska översättningen)
- Kjæmpehøjen, drama av Henrik Ibsen

### O – U
- Olga, av Onkel Adam
- Småplock på vers av Elias Sehlstedt

### V – Ö
- Westerlånggatans engel av Julius Axel Kiellman-Göranson
- Ödets lek av Anders Herman Bjursten

## Födda
- 14 januari – Pierre Loti (död 1923), fransk romanförfattare.
- 15 januari – Mihai Eminescu (död 1889), rumänsk senromantisk poet.
- 15 januari – Sofia Kovalevskaja (död 1891), rysk-svensk matematiker och författare.
- 8 februari – Kate Chopin (död 1904), amerikansk författare.
- 6 mars – Victoria Benedictsson (död 1888), svensk författare under pseudonymen Ernst Ahlgren.
- 26 mars – Edward Bellamy (död 1898), amerikansk författare och socialist.
- 27 juni – Lafcadio Hearn (död 1904), författare.
- 9 juli (nya stilen, 27 juni gamla stilen) – Ivan Vazov (död 1921), bulgarisk poet, romanförfattare och dramatiker.
- 5 augusti – Guy de Maupassant (död 1893), fransk författare.
- 13 augusti – Philip Bourke Marston (död 1887), engelsk författare.
- 30 augusti – Marcelo H. del Pilar (död 1896), filippinsk författare.
- 2 september – Eugene Field (död 1895), amerikansk poet, essayist och barnboksförfattare.
- 17 september – Guerra Junqueiro (död 1923), portugisisk författare.
- 5 november – Ella Wheeler Wilcox (död 1919), amerikansk poet och journalist.
- 13 november – Robert Louis Stevenson (död 1894), skotsk författare till bland annat Skattkammarön.

## Avlidna
- 20 januari – Adam Oehlenschläger, 70, dansk poet och dramatiker.
- 7 april – William Lisle Bowles, 87, engelsk poet och kritiker.
- 23 april – William Wordsworth, 80, engelsk poet.
- 31 maj – Giuseppe Giusti, 41, italiensk poet.
- 19 juli – Margaret Fuller, 40, amerikansk författare.
- 18 augusti – Honoré de Balzac, 51, fransk romanförfattare.
- 22 augusti – Nikolaus Lenau, 48, österrikisk poet.
- 4 november – Gustav Schwab, 58, tysk författare.
- 24 december – Frédéric Bastiat, 49, fransk filosof och författare.

### Fotnoter
1. ↑  ”Tennyson as Poet Laureate”. Cambridge Authors. Arkiverad från originalet den 16 maj 2010. https://web.archive.org/web/20100516175605/http://www.english.cam.ac.uk/cambridgeauthors/tennyson-as-poet-laureate. Läst 19 juli 2010.